# Francesco Gaeta
Francesco Gaeta (Napoli, 1879 – 15 aprile 1927) è stato un poeta italiano.

## Biografia
Fu autodidatta. Giovanissimo, fin dal 1897 si dette al giornalismo con varia fortuna.
Nel 1901/1902 fondò e diresse il settimanale letterario "I Mattaccini", un vivace settimanale letterario della domenica che ebbe a collaboratori, tra gli altri, Gabriele D'Annunzio, Alfredo Oriani.
I suoi primi lavori furono influenzati da Gabriele D'Annunzio, e pervasi da uno stato d'animo sensuale e sentimentale.
La sua fama è legata alla scoperta, dovuta proprio al settimanale "I Mattaccini", del suo talento da parte di Benedetto Croce, che ne esaltava la semplicità descrittiva e la dignità classica. Francesco Gaeta può essere annoverato come un crepuscolare minore; in lui manca la decisa negazione delle retoriche recenti, e la volontà di porre le basi per una nuova poetica per essere definito come crepuscolare vero e proprio. Difatti, a differenza di Gozzano, non amava i toni grigi e smorzati, le atmosfere ben definite tra ironia e autocompassione. Si distinse per il suo temperamento passionale e per le sue idee religiose di forte influenza orientale, come evidenziarono Il libro della giovinezza  del 1895, Reviviscenze del 1900 e Sonetti voluttuosi ed altre poesie del 1906. Il suo tono costante è il sentimentalismo, tono che gli proviene dalla grande tradizione lirica napoletana, filtrata dal Sannazzaro sino al Di Giacomo e alla canzone napoletana. Di questa Gaeta conserva le effusioni amorose e la malinconia sensuale, portati però ad un grado estremo di affinamento e di abbandono musicale.
I temi sono semplici vicende di sentimento, e talvolta occasioni descrittive, spesso di luoghi e vicende di Napoli.
Il suo linguaggio mette in evidenza sia elementi raffinati che popolari; alterna l'utilizzo del dialetto con espressioni auliche.
Nel 1904 collabora con 2 articoli alla rivista fiorentina fondata da Giovanni Papini e Giuseppe Prezzolini il "Leonardo".
Fu anche autore di racconti (Novelle Gioconde, 1921).
Francesco era affascinato dalle religioni orientali, e questo si rifletté nelle sue opere più mature.
Ebbe una liaison amorosa con la poetessa di origine ebraiche Maria Algranati, che aveva conosciuto in casa di Benedetto Croce, ma la storia, che doveva sfociare nel matrimonio, finì malamente per la gelosia e l'antisemitismo dello stesso Gaeta. 
Morì suicida il giorno dopo la morte di sua madre, un Venerdì Santo, all'età di 48 anni, lasciando scritto su un biglietto: "Mia dolce mamma, ti seguo".
La sua opera venne ristampata a cura del Croce, che scrisse nella prefazione : "l'accento principale o il sentimento dominante e generatore del Gaeta si potrebbe definire, piuttosto che l'amore, l'amore dell'amore, quasi di cosa che non si possiede davvero se non nel rimpianto di non possederla più".
Fu membro della Massoneria, essendo stato iniziato  il 30 giugno 1911 nella Loggia Losanna di Napoli, del Grande Oriente d'Italia, dalla quale diede le dimissioni il 23 aprile 1914, ancora  col grado di Apprendista, non avendo partecipato che a pochissime riunioni in quegli anni, e scrisse un libro,  Che cosa è la massoneria?, uscito postumo nel 1939, per denunciarne la pericolosità, poiché credette di trovare in certe sue personali vicissitudini la conferma che la Massoneria fosse  un'emanazione e uno strumento dell'ebraismo. Nella sua introduzione alla ristampa del 1944 Giovanni Preziosi spinse l'antisemitismo del Gaeta  alle sue estreme conseguenze.

## Opere
- Il libro della giovinezza 1895.
- L'ecloga di Flora, cunteriello.  Spezia, Iride, 1900.
- Reviviscenze 1900.
- Canti di libertà 1902.
- (FR)  L'Italie littéraire d'aujourd' hui. Parigi, Sansot 1904.
- Sonetti voluttuosi ed altre poesie, Roma, Torino, Roux e Viarengo, 1906.
- L'insegnamento industriale e commerciale, relazione a S. E. F. Cocco-Ortu. Roma, Ministero d'A. I. e C., 1908
- Salvatore Di Giacomo, studio critico, assaggio 1911.
- Poesie d'amore, Bari, Laterza, 1920.
- Novelle gioconde, Milano, Vitagliano, 1921.
- Che cosa è la massoneria? (1939, postumo)
- La massoneria (1944, postumo. Introd. di Giovanni Preziosi) (nuova ed. Milano 1989, con intr. di Aldo Alessandro Mola)